# President van de Geconfedereerde Staten van Amerika

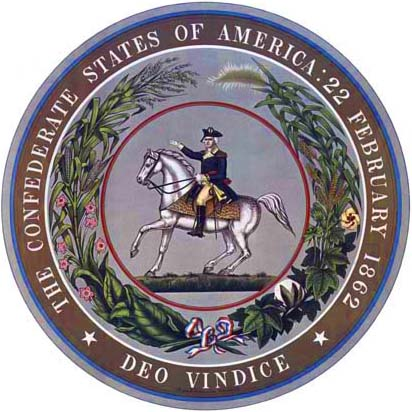
Grootzegel van de Geconfedereerde Staten van Amerika

De president van de Geconfedereerde Staten van Amerika (Engels: President of the Confederate States of America) was het staatshoofd en de regeringsleider van de Geconfedereerde Staten van Amerika (CSA). De CSA ontstond na de afscheiding van Zuidelijke staten van de Verenigde Staten van Amerika. De enige president die de Geconfedereerde Staten hebben gekend was Jefferson Davis uit de staat Mississippi. Hij bekleedde dit ambt van 18 februari 1861 tot 10 mei 1865. De overwinning van de Unie op de zuidelijke staten in mei 1865 maakte een vroegtijdig einde aan het ambtstermijn van Jefferson Davis.

## Mandaat
Volgens de grondwet van de Geconfedereerde Staten van Amerika was de macht van de president gelijk aan die van de president van de Verenigde Staten.
- De president werd gekozen door een kiescollege (Electoral college) dat gekozen wordt door de kiesmannen van de 11 staten. Het kiescollege koos ook de vicepresident die niet uit dezelfde staat als de president afkomstig mocht zijn.
- De president moest geboren zijn in een van de staten van de CSA, of ten minste veertien jaar in een van de staten hebben gewoond. Hij moest dan echter wel in een staat van de Verenigde Staten van Amerika geboren zijn.
- De president moest ten minste 35 jaar oud zijn.
- De president benoemde de ministers van het kabinet, ambassadeurs en leden van het Hooggerechtshof.
- De president werd voor een termijn van zes jaar gekozen en was niet direct herkiesbaar.
- De president was opperbevelhebber van het leger.[1]

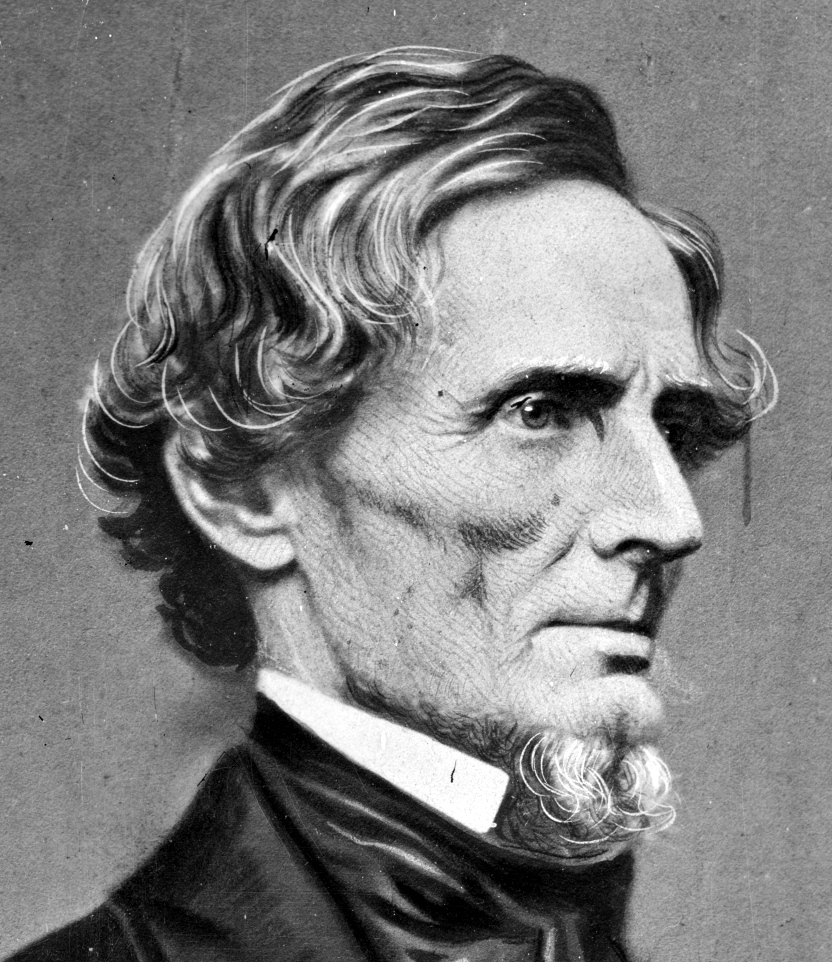
President Jefferson Davis

De president van de CSA kon een gedeeltelijk veto (line-item veto) uitspreken over bepaalde wetten. Het Congres van de Geconfedereerde Staten van Amerika (Congress of the Confederate States of America) - het geconfedereerde parlement - kon de president afzetten. Men moest dan een impeachment starten als de president zich schuldig zou hebben gemaakt aan "verraad, corruptie of andere grote misdaden en delicten."

## Verschillen met de president van de Verenigde Staten
Het ambt van president van de CSA kende een klein aantal verschillen ten opzichte van dat president van de Verenigde Staten:
- De president van de Verenigde Staten van Amerika kon telkens herkozen worden (tot 1951), terwijl de president van de CSA niet direct herkiesbaar was.
- De president van de Verenigde Staten wordt voor een termijn van vier jaar gekozen, die van de CSA werd voor een termijn van zes jaar gekozen.
- De president van de CSA bezat, in tegenstelling tot zijn tegenhanger, het zgn. line-item veto; hiermee kon hij bepaalde delen van een wetsvoorstel torpederen (bijvoorbeeld de budgettaire aspecten van een wetsvoorstel).

## Eedaflegging
Net als de president van de VS legde de president van de Geconfedereerde Staten ook een eed af. Door middel van deze eed zwoer de nieuwe president zijn ambt naar eer en geweten uit te oefenen. De eedaflegging vond plaats tijdens de inauguratie. De tekst van de eed is terug te vinden in de grondwet van de Geconfedereerde Staten van Amerika en luidt als volgt:
"Ik zweer (of beloof) plechtig dat ik het ambt van president van de Geconfedereerde Staten van Amerika getrouw zal uitoefenen, en ik zal, naar mijn beste kunnen, de grondwet bewaren, beschermen en verdedigen."
(I do solemnly swear (or affirm) that I will faithfully execute the office of President of the Confederate States, and will, to the best of my ability, preserve, protect, and defend the Constitution thereof.)
Net zoals vrijwel iedere president van de Verenigde Staten sprak Jefferson Davis aan het einde van de eedaflegging op 18 februari 1861 de woorden "zo waarlijk helpe mij God Almachtig" ("So help me God").

## Vicepresident

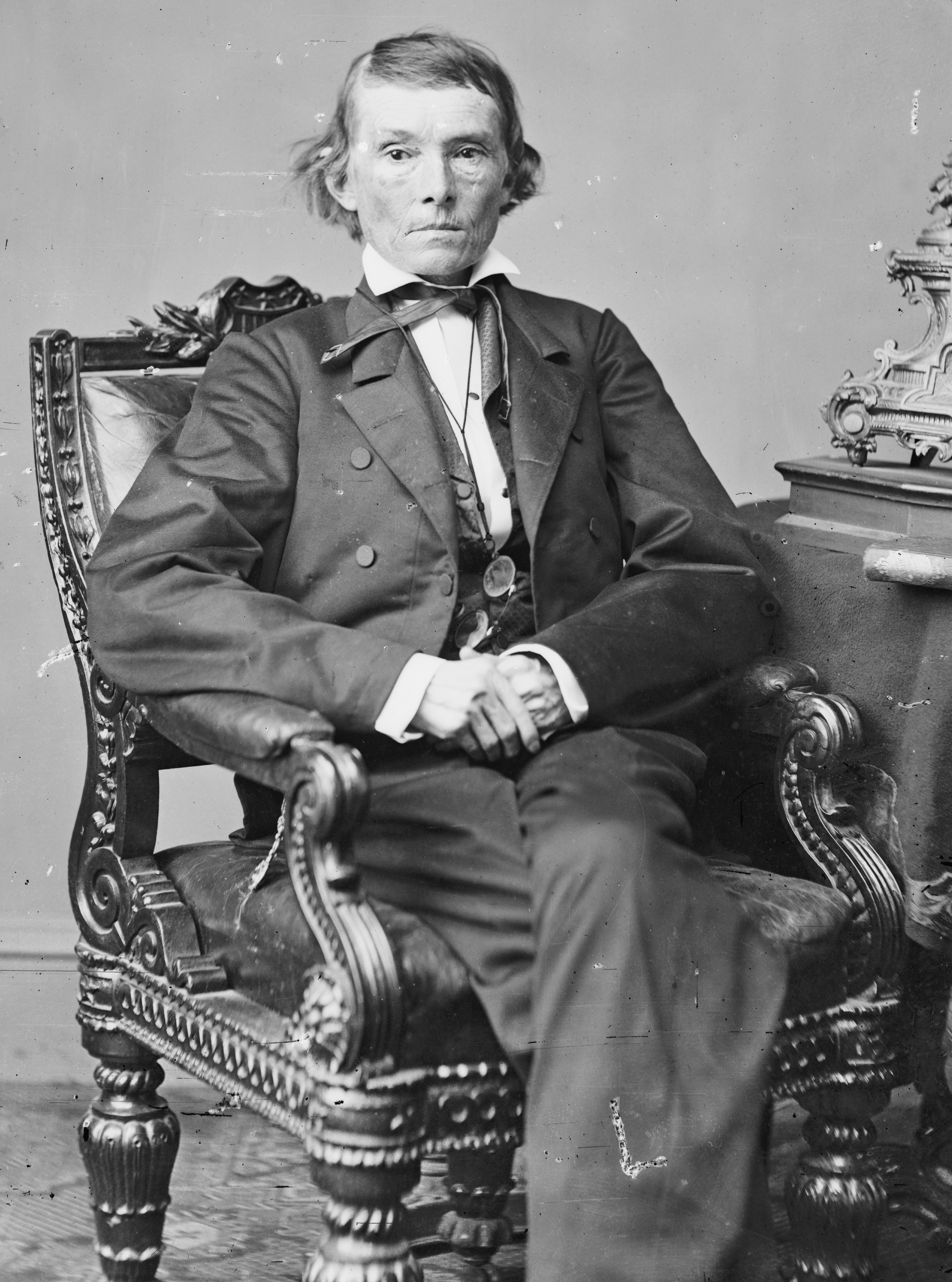
Vicepresident Alexander Hamilton Stephens

De vicepresident van de Geconfedereerde Staten van Amerika was de running mate van de president tijdens diens verkiezingscampagne. Jefferson Davis koos als zijn running mate Alexander Hamilton Stephens, een conservatieve intellectueel. Stephens werd op 18 februari 1861 - dezelfde dag als Davis - geïnaugureerd als vicepresident. De vicepresident werd net als de president door een kiescollege gekozen.
De vicepresident was naast plaatsvervanger van de president ook voorzitter van de Senaat. De grondwet schreef - zoals reeds boven vermeld - voor dat de vicepresident niet uit dezelfde staat afkomstig mocht zijn als de president. Stephens was afkomstig uit Georgia.
De relatie tussen president Davis en vicepresident Stephens was, zeker in de latere jaren, slecht. Stephens verdacht Davis ervan dat hij de noodtoestand wilde afkondigen en dat hij de autonomie van de staten niet genoeg respecteerde. Davis op zijn beurt raadpleegde Stephens weinig en tijdens kabinetsvergaderingen was Stephens vaak afwezig. Tijdens zijn vicepresidentschap verkeerde Stephens veelvuldig in zijn thuisstaat Georgia.